# Совхозный (Ленинградская область)
Совхо́зный — посёлок в Бокситогорском районе Ленинградской области. Административный центр Самойловского сельского поселения.

## История
23 августа 1965 года в составе Самойловского сельсовета Бокситогорского района на базе колхозов «Завет Ильича», «Россия» и им. Кирова был организован совхоз «Пикалевский». В связи с этим для работников совхоза началось строительство посёлка Совхозный.
В августе 1968 года был сдан в эксплуатацию первый дом.
По данным 1973 года посёлок Совхозный входил в состав Самойловского сельсовета, административным центром сельсовета являлась деревня Самойлово, в посёлке размещалась центральная усадьба совхоза «Пикалёвский».
По данным 1990 года посёлок Совхозный являлся административным центром Самойловского сельсовета, в состав которого входили 32 населённых пункта, общей численностью населения 1934 человека. В самом же посёлке Совхозный проживали 814 человек.
В 1997 году в посёлке Совхозный Самойловской волости проживали 862 человека, в 2002 году — 661 человек (русские — 94 %), посёлок являлся административным центром волости.
С 1 января 2006 года в соответствии с областным законом № 78-оз от 26 октября 2004 года «Об установлении границ и наделении соответствующим статусом муниципального образования Бокситогорский муниципальный район и муниципальных образований в его составе» посёлок Совхозный является административным центром Самойловского сельского поселения.
В 2007 году в посёлке Совхозный Самойловского СП проживали 776 человек.

## География
Посёлок расположен в центральной части района на автодороге А114 (Вологда — Новая Ладога), смежно с деревней Самойлово.
Расстояние до районного центра — 42 км.
Расстояние до ближайшей железнодорожной платформы Обринский на линии Волховстрой I — Вологда — 1,5 км.
К югу от посёлка находится озеро Самойловские ямы.

## Демография
| 1997 | 2002 | 2007 | 2010 | 2017 |
| ---- | ---- | ---- | ---- | ---- |
| 862  | ↘661 | ↗776 | ↘684 | ↘654 |